# Dreux IV de Mello
Dreux IV de Mello, connétable de France vers 1191/1193, né vers 1138 et mort le 3 mars 1218, est seigneur de Saint-Bris, Baulche et Saint-Maurice-Thizouaille dans la deuxième moitié du XIIe siècle et au début du XIIIe siècle. Il est probablement le fils de Renaud de Mello et de son épouse Agnès de Garlande, dame de Livry.
Il épouse en premières noces Basilie de Mouchy et devient seigneur en partie de Mouchy. Mais son épouse meurt sans descendance et sa part de la seigneurie retourne alors dans la famille de celle-ci. Veuf, il épouse en secondes noces Ermengarde de Toucy, récemment séparée de Guillaume Ier de Dampierre, et ont ensemble quatre enfants.
Il apparaît dans l'entourage des rois Louis VII le Jeune puis Philippe-Auguste, qu'il accompagne durant la troisième croisade, où il combat au siège de Saint-Jean-d'Acre. Là, le connétable de France est tué au combat en 1191 et Dreux de Mello est alors nommé par le roi à cette charge. Il accompagne ensuite ce dernier lors de son retour en France après la prise de la ville et bataille à ses côtés lors de la conquête de la Normandie. Il est présent lors de la signature du Traité de Gaillon puis participe aux sièges de Château-Gaillard, Falaise, Caen, Bayeux ainsi qu'au siège de Rouen. Il est ensuite avec l'armée royale lors de la prise de Loches, que le roi lui remet avec Châtillon-sur-Indre pour services rendus.
Son âge avancé l’empêche de participer à la bataille de Bouvines bien qu'il aurait pris plus tard des dispositions afin de participer à la cinquième croisade, mais il meurt en 1218 à l'age de 80 ans et est inhumé dans l'église Saint-Prix-et-Saint-Cot de Saint-Bris. Ses fils Guillaume de Mello et Dreux V de Mello lui succèdent alors à la tête des différentes seigneuries en sa possession.
Son nom et ses armes figurent dans la cinquième des salles des Croisades du château de Versailles.

## Origines

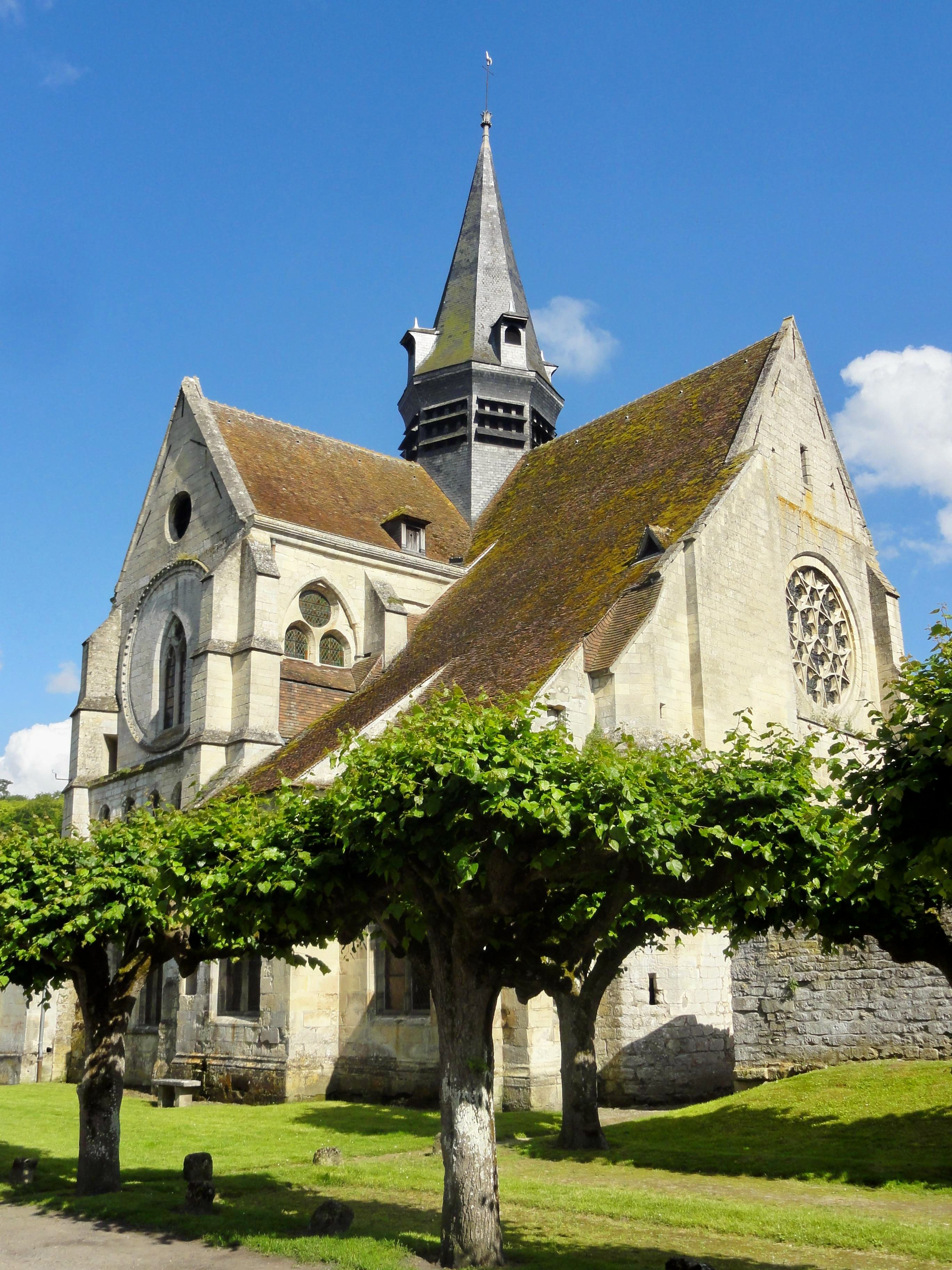
Collégiale Notre-Dame de Mello édifiée à partir de la seconde moitié du XIIe siècle, classée Monument Historique le 16 mars 1921.

### Familles
Les origines de Dreux IV de Mello ne sont pas connues avec certitude. Il est issu d'une branche cadette de la famille de Mello, originaire du Beauvaisis en Picardie.
Il est né vers 1138 et est probablement le fils de Renaud de Mello, chevalier croisé et mort en Terre Sainte vers 1152, et de son épouse Agnès, dite de Garlande, dame de Livry et veuve de Robert II de Mauvoisin, fille de Guillaume II de Garlande, sénéchal de France, seigneur de Bondy et de Livry. Mais cette hypothèse est impossible à affirmer car la généalogie des Mello aux XIe et XIIe siècles est confuse et lacunaire.

### Numérotation
Dreux de Mello est généralement présenté comme le quatrième du nom, même si certains historiens le nomment Dreux III de Mello.
Toutefois, ses homonymes sont issus de la branche aînée de la famille et sont seigneurs de Mello, alors que notre Dreux est issu d'une branche cadette et est le premier seigneur de Saint-Bris issu de cette famille. Le nom de Dreux Ier de Mello seigneur de Saint-Bris, ou Dreux Ier de Mello-Saint-Bris, pourrait donc également lui convenir.

## Biographie

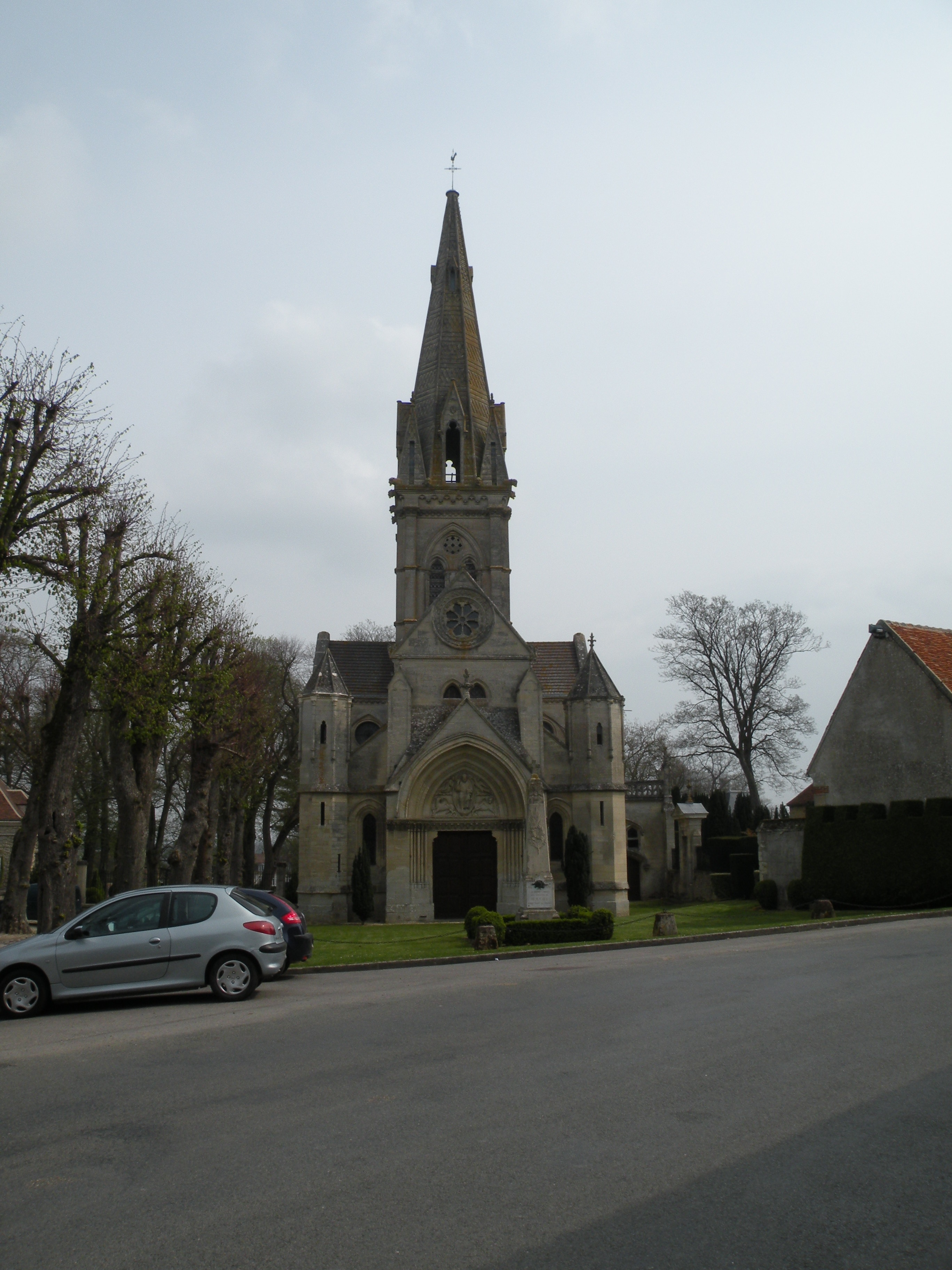
Église Saint-Étienne de Mouchy-le-Châtel édifiée à partir du XIe siècle puis reconstruite de 1857 à 1865 dans son style initial.

### Premier mariage
Vers 1160, il épouse en premières noces Basilie de Mouchy, fille de Dreux de Mouchy et d'Édith de Warenne, tandis que Nivelon de Pierrefonds épouse quant à lui une seconde fille de Dreux de Mouchy. Nivelon saisit par la suite la moitié de Mouchy revenant à son beau-frère, forçant ainsi le roi Louis VII le Jeune à intervenir pour restituer sa part à Dreux de Mello.
Nivelon de Pierrefonds meurt peu après et le roi donne sa veuve en mariage à Enguerrand de Trie.
Basilie de Mouchy meurt vers 1164 et leur mariage est probablement sans postérité, car les descendants d'Ediève, sœur de Basilie, sont en possession de la totalité de la seigneurie de Mouchy.

### Présence à la cour du roi
Vers 1162, Dreux de Mello apparaît dans l’entourage du roi Louis VII le Jeune où il est cité dans un jugement rendu à la cour de ce roi en faveur de l'abbaye de Saint-Germain-des-Prés. Les années suivantes, il semble rester proche du roi Louis VII, puis de son fils et successeur Philippe-Auguste. Vers janvier 1187, il est présent à Senlis aux côtés de ce monarque, qui lui inféode alors un nouveau moulin à Plailly, avant de traverser avec l'ost royal la Champagne pour arriver en Bourgogne afin de régler un litige entre le duc Hugues III et son vassal Hugues de Vergy.
Dreux de Mello apparait également parfois auprès des comtes de Champagne de qui il tient une rente d'argent et quelques fiefs. Il est par exemple désigné en 1186 avec trois autres personnes pour régler un différend entre la comtesse Marie de Champagne et le comte de Nevers.

### Deuxième mariage

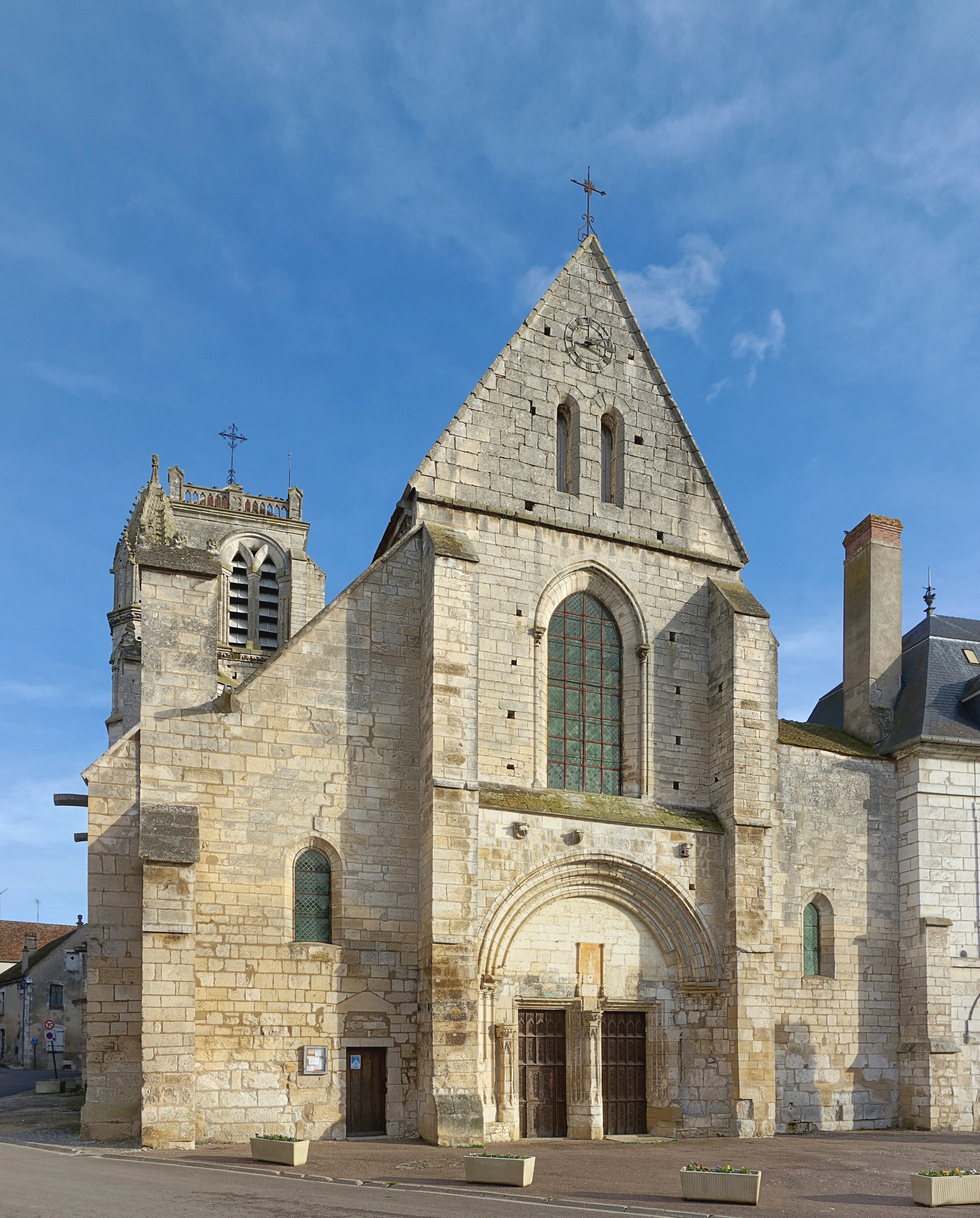
Église Saint-Prix-et-Saint-Cot de Saint-Bris-le-Vineux édifiée à partir du XIIe siècle, classée Monument Historique le 30 mars 1904.

Avant 1172, il épouse en secondes noces Ermengarde de Toucy, fille d'Ithier III de Toucy et d'Élisabeth de Joigny, et récemment séparée de Guillaume Ier de Dampierre. De leur union naissent par la suite au moins quatre enfants.
C'est probablement à la suite de ce mariage que Dreux de Mello devient seigneur de Saint-Bris, Baulche et Saint-Maurice-Thizouaille et qu'il s'installe en Bourgogne, où son oncle Guillaume de Mello, abbé de Vézelay réside déjà.
En 1172, Dreux et son épouse donnent à des moines de l'ordre de Grandmont qui vivaient dans la forêt de Saint-Maurice tout ce qu'ils possédaient dans l'enceinte entourée d'un fossé où ils étaient établis afin d'y fonder le prieuré de Vieupou.

### Troisième croisade
En 1189, Dreux de Mello décide de participer à la troisième croisade et d'y accompagner le roi de France Philippe-Auguste. Avant son départ et afin de s'attirer les faveurs divines, il fait don à l'abbaye de Pontigny de quatre arpents de vigne, avec l'accord de sa femme et de son fils aîné Guillaume,.
Il part de Vézelay le 4 juillet 1190 avec le roi avant d'embarquer à Gênes à la fin de l'été 1190. Mais des tempêtes d'hiver forcent l'ost royal à faire escale à Messine en Sicile, où il doit attendre plusieurs mois. Durant ce trajet, Dreux de Mello perd une partie de ses bagages et est indemnisé par le roi à hauteur de 200 onces d'or,. De là, il repart le 30 mars 1191 et arrive à Saint-Jean-d'Acre le 20 avril 1191 où il combat lors du siège de la cité, contrôlée par les musulmans. Après la chute de la ville, il est chargé de s'occuper du partage des prisonniers entre les monarques français et anglais.
Son nom et ses armes figurent dans la cinquième des salles des Croisades du château de Versailles.

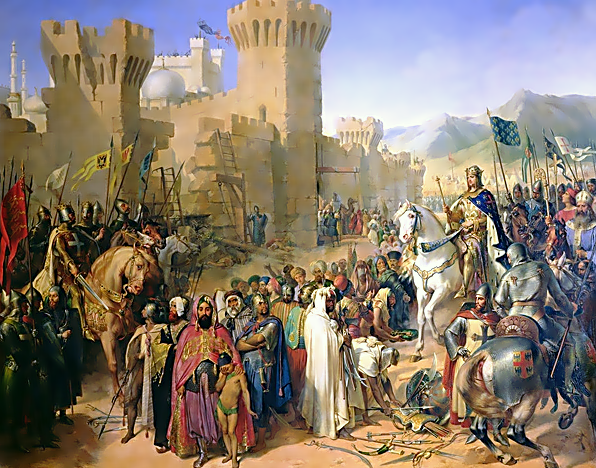
Siège d'Acre, par Blondel (1853).

### Connétable de France
Durant le siège d'Acre pendant la troisième croisade, le connétable de France, Raoul de Clermont, est tué au combat le 15 octobre 1191. Pour lui succéder à cette fonction, le roi Philippe-Auguste nomme alors Dreux de Mello en récompense de son courage et de ses prouesses,.
Dreux de Mello semble ensuite accompagner le roi lorsque ce dernier rentre à Paris le 27 décembre 1191, car c'est le duc Hugues III de Bourgogne qui est nommé connétable de l'armée française restée en Terre Sainte et placée sous le commandement du roi anglais Richard Cœur de Lion.
C'est probablement en rémunération de cette charge que le roi lui fait don de la seigneurie de Voisines, car Philippe-Auguste y apparait encore comme suzerain dans une charte de 1187 alors que c'est Dreux de Mello qui en est le seigneur dans une autre charte de 1196.
Il apparait également dans une charte du roi vers 1194 comme connétable de France dans un acte en faveur des religieuses de l'abbaye de Saint-Jean-aux-Bois de Compiègne.

### Guerre contre les Anglais

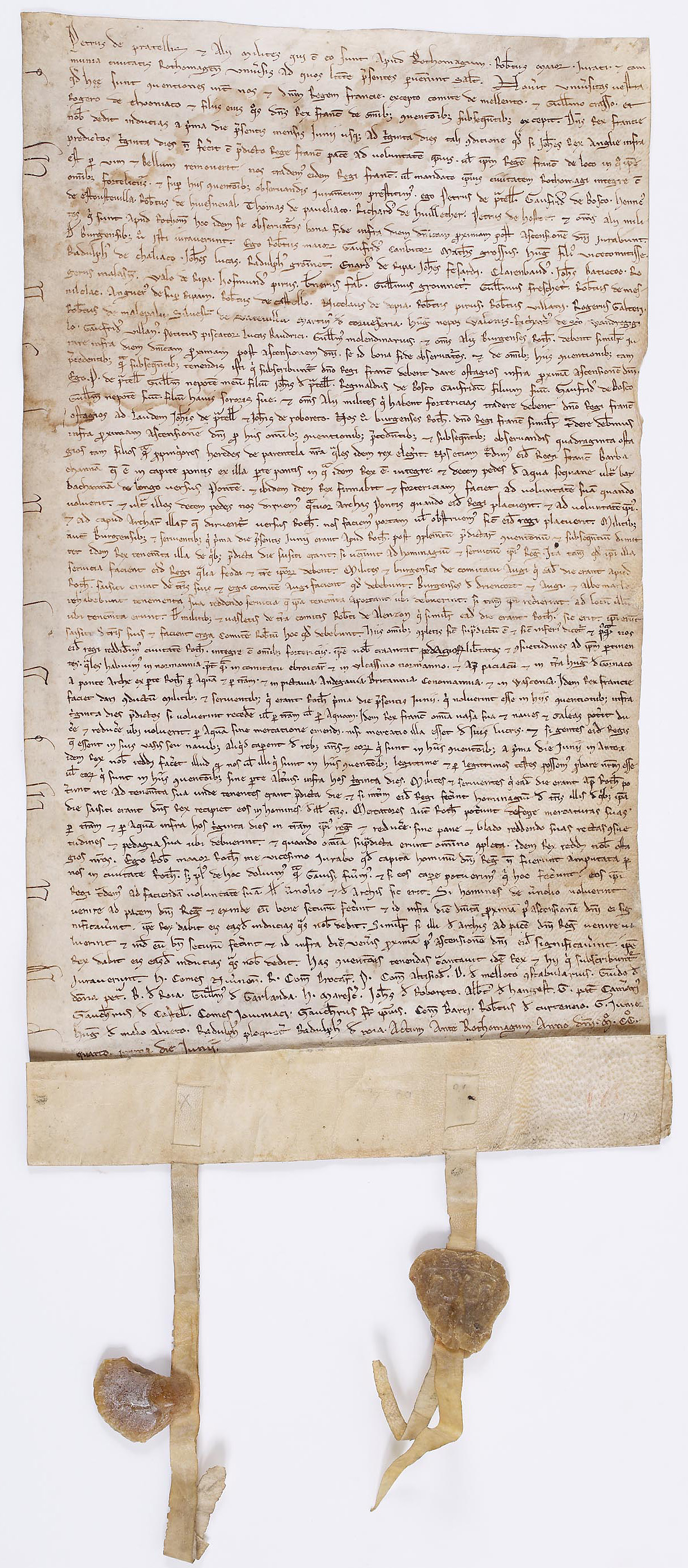
L'acte de capitulation de Rouen en 1204. Paris, Archives nationales.

Dreux de Mello combat alors en sa qualité de connétable aux côtés de son roi lorsqu'il reprend la guerre contre les Anglais menés par Richard Cœur de Lion. Il apparait ainsi comme témoin lors du traité de Gaillon signé le 15 janvier 1196 qui rétablit la paix entre les deux monarques et dans lequel le roi Richard fait hommage à Philippe-Auguste pour le duché de Normandie et pour les comtés de Poitou et d’Anjou et lui cède Gisors et le Vexin normand.
La paix ne dure toutefois pas longtemps et les hostilités entre les deux rivaux reprennent. Dreux de Mello fait partie de l'ost royal lors de la conquête de la Normandie et combat probablement au siège de Château-Gaillard en 1203, puis lors de l'avancée en Normandie aboutissant à la prise des villes de Falaise, Caen, Bayeux puis enfin au siège de Rouen le 1er juin 1204. À l'issue de cette victoire, il fait partie des hauts barons français qui signent avec le roi Philippe-Auguste le traité qui assure la reddition de la ville.
Quelques mois plus tard, l'armée royale prend la ville de Loches aux Anglais début 1205 et au mois d'avril, quelques jours après la prise de la ville, en reconnaissance des services rendus par son connétable le roi remet les châtellenies de Loches et Châtillon-sur-Indre au fils de celui-ci, Dreux V de Mello, à charge pour celui-ci de les rendre au roi ou à ses héritiers lorsqu'ils le désireront,,,.
Sa participation à la bataille de Bouvines est très improbable compte tenu de son âge avancé bien qu'il porte toujours la charge de connétable de France, alors que son futur successeur dans cette fonction, Mathieu II de Montmorency, s'y illustre particulièrement.

### Fin de vie
Entre 1216 et 1218, Dreux de Mello semble de nouveau sur le départ vers la Terre Sainte pour la cinquième croisade malgré son grand âge. Il reçoit même une lettre du pape Honorius III, à l'instar du duc Eudes III de Bourgogne ou d'autres grands seigneurs comme Hervé de Donzy, Simon de Joinville ou Milon de Bar-sur-Seine, lui rappelant son vœu de croisé et lui enjoignant d'entreprendre son voyage,.
Mais il ne peut réaliser ce projet et meurt le 3 mars 1218, à l'âge de 80 ans, selon la date qui était inscrite sur son tombeau dans l'église Saint-Prix-et-Saint-Cot de Saint-Bris.
Après sa mort, son fils aîné Guillaume Ier lui succède comme seigneur de Saint-Bris alors que son fils puîné Dreux V était déjà seigneur de Loches et Châtillon-sur-Indre, grâce à lui,. Quant à la charge de connétable, elle revient à Mathieu II de Montmorency.

## Mariage et enfants
Vers 1160, il épouse en premières noces Basilie de Mouchy, née vers 1125 et morte dès 1164, fille de Dreux de Mouchy, seigneur de Mouchy, et d'Édith de Warenne, elle-même fille de Guillaume Ier de Warenne, mais ils n'ont pas de postérité,.

Blason de la Maison de Toucy.

Veuf, il épouse avant 1172 en secondes noces Ermengarde de Toucy, née vers 1140 et morte entre 1209 et 1217, séparée de Guillaume Ier de Dampierre, fille d'Ithier III de Toucy et d'Élisabeth de Joigny, dont il a quatre enfants,, :
- Guillaume Ier de Mello (mort vers 1248 durant la septième croisade), qui succède à son père comme seigneur de Saint-Bris, et épouse Élisabeth de Mont-Saint-Jean, d'où postérité (rapportée à l'article consacré à son frère cadet Dreux V, ci-après) ;
- Dreux V de Mello (mort en 1249 à Chypre), seigneur de Loches, de Châtillon-sur-Indre et de Saint-Maurice, qui épouse Isabelle de Mayenne, fille de Juhel III de Mayenne et de Gervaise de Dinan : Sans postérité ;
- Agnès de Mello (morte après 1215), dame de Voisines, qui épouse Garnier III de Traînel, d'où postérité ;
- N. de Mello (Béatrix ?), mariée à Archambaud de Montluçon, seigneur de Montluçon, d'où probablement Béatrix de Montluçon — épouse d'Archambaud VIII — et la suite des Bourbons[15].